# Challenger de Ilkley
El Ilkley Trophy es un torneo profesional de tenis. Pertenece al ATP Challenger Tour. Se juega desde el año 2015 sobre pistas de césped al aire libre, en Ilkley, Reino Unido.

## Palmarés

### Individuales
| Año       | Campeón           | Finalista      | Resultado          |
| --------- | ----------------- | -------------- | ------------------ |
| 2015      | Denis Kudla       | Matthew Ebden  | 6–3, 6–4           |
| 2016      | Lu Yen-hsun       | Vincent Millot | 7–6(7–4), 6–2      |
| 2017      | Márton Fucsovics  | Alex Bolt      | 6–1, 6–4           |
| 2018      | Sergiy Stakhovsky | Oscar Otte     | 6–4, 6–4           |
| 2019      | Dominik Köpfer    | Dennis Novak   | 3–6, 6–3, 7–6(7–5) |
| 2020-2021 | No Celebrado      | No Celebrado   | No Celebrado       |
| 2022      | Bandera de ?      | Bandera de ?   |                    |

### Dobles
| Año       | Campeones                              | Finalistas                             | Resultado             |
| --------- | -------------------------------------- | -------------------------------------- | --------------------- |
| 2015      | Marcus Daniell Marcelo Demoliner       | Ken Skupski Neal Skupski               | 7–6(7–3), 6–4         |
| 2016      | Wesley Koolhof Matwé Middelkoop        | Marcelo Demoliner Aisam-ul-Haq Qureshi | 7–6(7–5), 0–6, [10–8] |
| 2017      | Leander Paes Adil Shamasdin            | Brydan Klein Joe Salisbury             | 6–2, 2–6, [10–8]      |
| 2018      | Austin Krajicek Jeevan Nedunchezhiyan  | Kevin Krawietz Andreas Mies            | 6–3, 6–3              |
| 2019      | Santiago González Aisam-ul-Haq Qureshi | Marcus Daniell Leander Paes            | 6–3, 6–4              |
| 2020-2021 | No Celebrado                           | No Celebrado                           | No Celebrado          |
| 2022      | Julian Cash Henry Patten               | Ramkumar Ramanathan John-Patrick Smith | 7–5, 6–4              |